# František Peřina
František Peřina (8. dubna 1911 Morkůvky – 6. května 2006 Praha) byl československý bojový pilot, generálporučík, letecké eso druhé světové války přezdívaný Generál nebe. Český válečný hrdina, který se proslavil v bojích proti nacistické Luftwaffe ve Francii a Velké Británii, a po únoru 1948 politický exulant.

## Mládí
Narodil se v obci Morkůvky, okres Břeclav, jako druhý syn v rodině Josefa a Kateřiny Peřinových. Po vychození měšťanské školy v Kloboukách se na tříleté odborné pokračovací škole v Brně vyučil soustružníkem a poté pracoval v První brněnské strojírně. V roce 1929 se přihlásil k pilotnímu výcviku do Školy pro odborný dorost letectva v Prostějově, kam nastoupil 1. října 1929.

## Letcem v československé armádě
Po absolvování Školy pro odborný dorost letectva Vojenského leteckého učiliště 28. července 1931 narukoval k Leteckému pluku 2 v Olomouci, kde létal jako pilot pozorovacích Aero A-11 u jeho 5. pozorovací letky, než v roce 1932 prodělal výcvik pilota stíhacích letounů. Díky svému vynikajícímu pilotnímu umění byl v roce 1937 vybrán k reprezentaci Československa na IV. mezinárodním leteckém mítinku v Curychu.
V roce 1938 dosáhl hodnosti rotmistr.
Dne 24. června 1939 uzavřel sňatek s Annou Klimešovou, a již následujícího dne se vydal na cestu z Protektorátu, aby se připojil ke vznikajícímu odboji. Nejprve se dostal do Polska a 29. července se odtud vydal do Francie s transportem československých vojáků na lodi Chrobry.
Ve Francii vstoupil do Cizinecké legie, po vypuknutí války byl na základně Francouzského letectva v Chartres přeškolen na Curtissy Hawk 75 a v prosinci 1939 poslán ke GC I/5.

## Za války
František Peřina se během bitvy o Francii již 11. května 1940 stal prvním československým esem války, a s jedenácti jistými a dvěma pravděpodobnými sestřely byl po kapitánu Aloisi Vašátkovi druhým nejúspěšnějším československým stíhačem bitvy.
Ve francouzském letectvu působil pod krycím jménem „Rinope“, vzniklým přesmyčkou jeho příjmení.
Po německém útoku zaznamenal šňůru vítězství, např. 10. května 1940 sestřelil 4 bombardéry Do 17, o den později He 111 a hned 12. května další dva Ju 87 jistě a dva pravděpodobně. Za tyto úspěchy byl i bez příslušného vzdělání povýšen do čs. hodnosti poručík letectva, což byl vůbec první takový případ u československého válečného letectva. Na začátku června 1940 byl sestřelen nad Paříží a vážně zraněn. Z nemocnice se mu povedlo utéct a v srpnu 1940 dorazil do Velké Británie, kde byl v září zařazen ke 312. peruti. Bitvy o Británii se sice zúčastnil (peruť měla za úkol bránit Liverpool), ale již 15. září 1940 musel absolvovat operaci akutního zánětu slepého střeva a k bojové činnosti se mohl vrátit až v době, kdy již aktivity Luftwaffe nad Británií utichly, a své skóre rozšířil až v půlce roku 1942, na jehož konci dokončil operační turnus a do bojového létání se již nevrátil. Díky svému vynikajícímu střeleckému umění měl na starosti střelecký výcvik, později pracoval na Inspektorátu čs. letectva. Za svou leteckou kariéru získal 12 sestřelů jistě, 2 pravděpodobně a 1 poškozený, čímž se zařadil na místo čtvrtého nejúspěšnějšího československého stíhače.
Věhlas a úctu si vysloužil zejména tehdy, když zcela sám zaútočil na skupinu letadel Luftwaffe, aby ochránil zbylé bombardéry ze své letky. „Přesila byla neúměrná, myslel jsem si, že budu zabit. Ve válce se ale uvažuje jinak – na vás nezáleží,“ komentoval své počínání v jednom z rozhovorů sám hrdina. Manévr odnesl prostřeleným předloktím a 16 střepinami v pravé noze.

## V emigraci
Po válce se usadil v Malackách, kde velel vojenské letecké střelnici. Nejtěžší období Peřina zažil s příchodem komunismu v únoru 1948. 1. března 1949 byl z politických důvodů postaven mimo službu a v dubnu se pak rozhodl odejít znovu do exilu, a společně s manželkou a kamarádem uletěl na sportovním letounu M-1C Sokol z Chocně do americké zóny obsazeného Německa. Po několika letech strávených opět v britské RAF a v Kanadě se nakonec usadil ve Spojených státech, kde se podílel mimo jiné na navrhování sedadel do kosmického programu Gemini a do proudového letadla Boeing 747.

## Návrat do vlasti
Do Česka se vrátil až v roce 1993. Poté byl účastníkem mnoha besed pro veřejnost, žáky i studenty. Byl pravidelným účastníkem setkání studentů a pracovníků ČVUT s letci RAF organizovaných po listopadu 1989 Masarykovou akademií práce, strojní společností na ČVUT v Praze a Evropským hnutím v ČR ve velké posluchárně 256 v Dejvicích. V rodné vlasti se mu následně konečně dostalo plného uznání. Prezident Václav Havel mu propůjčil státní vyznamenání – Řád Bílého lva za vynikající bojovou činnost, prezident Václav Klaus mu při příležitosti jeho 95. narozenin v dubnu 2006 udělil čestnou plaketu. Kromě toho získal Peřina řadu dalších domácích i zahraničních ocenění, například nejvyšší francouzské vyznamenání – Řád čestné legie. V roce 2000 založil společně s Martinem Stáhalíkem a Milanem Mikuleckým Historickou letku republiky československé. Za rok 2000 mu byla udělena Cena města Olomouce za hrdinství a odvahu za 2. světové války.
Dne 21. dubna 2006 byl převezen k hospitalizaci do pražské Ústřední vojenské nemocnice. Peřina zemřel 6. května 2006 na následky chronického onemocnění a celkové vyčerpání organismu. Jeho manželka Anna Peřinová-Klimešová, během války vězněná nacisty, zemřela o několik týdnů dříve. Je pohřben v rodné vsi.

## Chronologický přehled hodnosti
Není-li uvedeno jinak, jedná se o hodnost dosaženou v československých ozbrojených silách.
- vojín – 28. července 1931
- svobodník – 20. září 1931
- desátník – 1. září 1932
- četař – 15. prosince 1933
- rotmistr letectva z povolání – 1. července 1938[1]
- sergent (Armée de l'air) – 30. listopadu 1939
- poručík letectva – k 12. květnu 1940[1]
- Pilot Officer (RAF Volunteer Reserve) – 17. srpna 1940[1]
- Flying Officer (RAF VR) – 17.srpna 1941
- nadporučík letectva – 7. března 1942
- Acting[p 3] Flight Lieutenant (RAF VR) – 18. srpna 1942
- Acting Squadron Leader (RAF VR) – 25. března 1943
- kapitán letectva – 7. března 1945
- štábní kapitán letectva – 1. října 1946
- major letectva – 1. března 1948
- Aircraftman 2 Class (RAF) – 1949[p 4]
- vojín – 1. září 1949 (degradován v nepřítomnosti)
- Flying Officer (RAF) – 15. prosince 1949[1]
- plukovník ve výslužbě (v. v.) – od roku 1990
- generálmajor v. v. (AČR) – 30. června 1994
- generálporučík v. v. (AČR) – 3. května 2001

## Vyznamenání
- 1940  Řád čestné legie, V. třída – rytíř
- 1940  Československý válečný kříž 1939
- 1940  Válečný kříž
- 1941  Československá medaile Za chrabrost před nepřítelem
- 1943  Československý válečný kříž 1939 udělen podruhé
- 1943  Československý válečný kříž 1939 udělen potřetí
- 1945  Hvězda 1939–1945[7]
- 1945  Československá vojenská medaile za zásluhy, I. stupeň
- 1945  War Medal 1939–1945[8]
- 1945  Air Crew Europe Star[9]
- 1946  Československý válečný kříž 1939 udělen počtvrté
- 1946  Československá medaile Za chrabrost před nepřítelem, udělen podruhé 23. 9.
- 1946  Československá medaile Za chrabrost před nepřítelem, udělen potřetí 26. 10.
- 1995  Řád čestné legie, IV. třída – důstojník
- 1997  Řád Bílého lva, IV. třída – vojenská skupina
- Pamětní medaile československé armády v zahraničí, se štítkem Francie a Velká Británie

## Fotogalerie

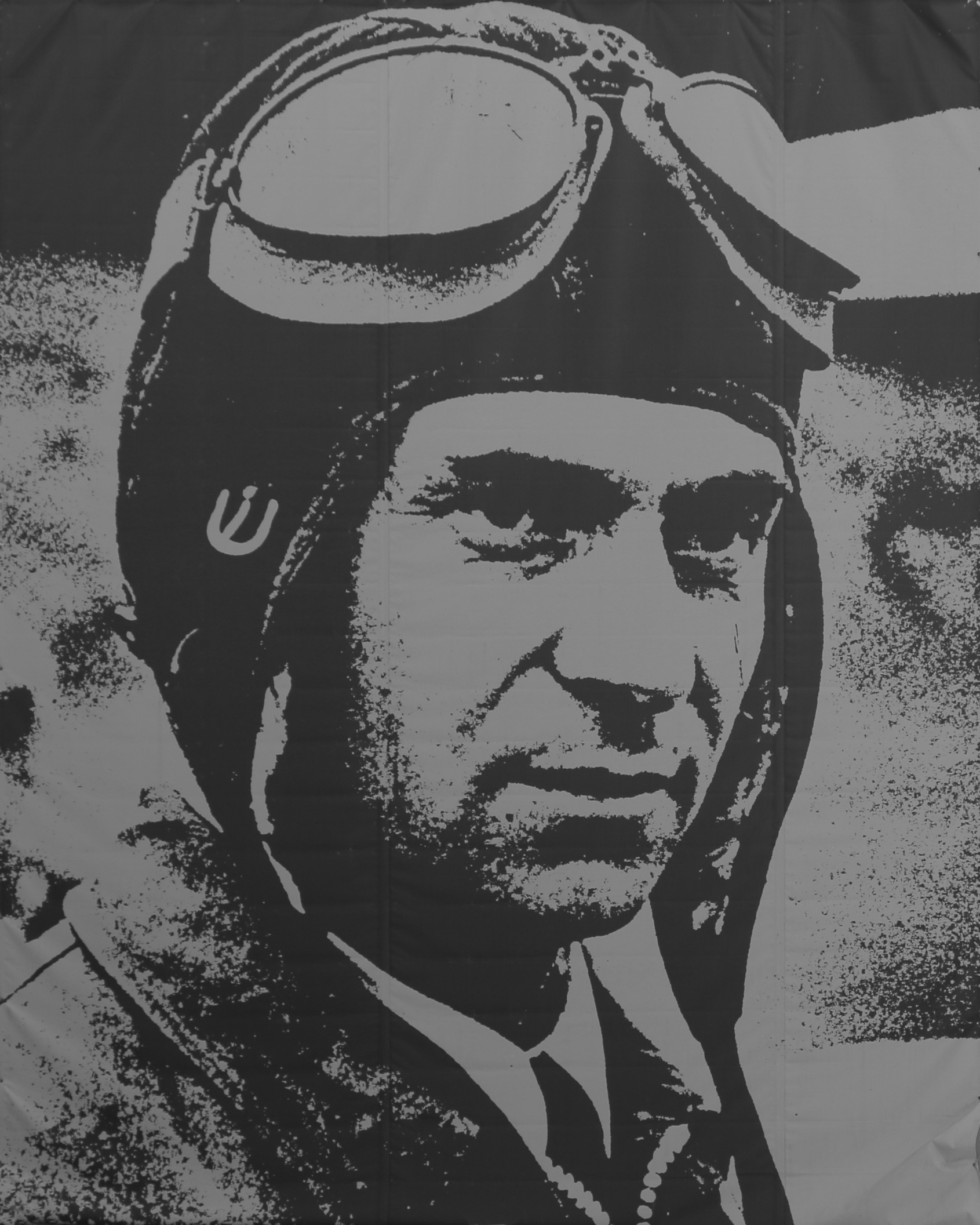
Portrét z dob II. světové války
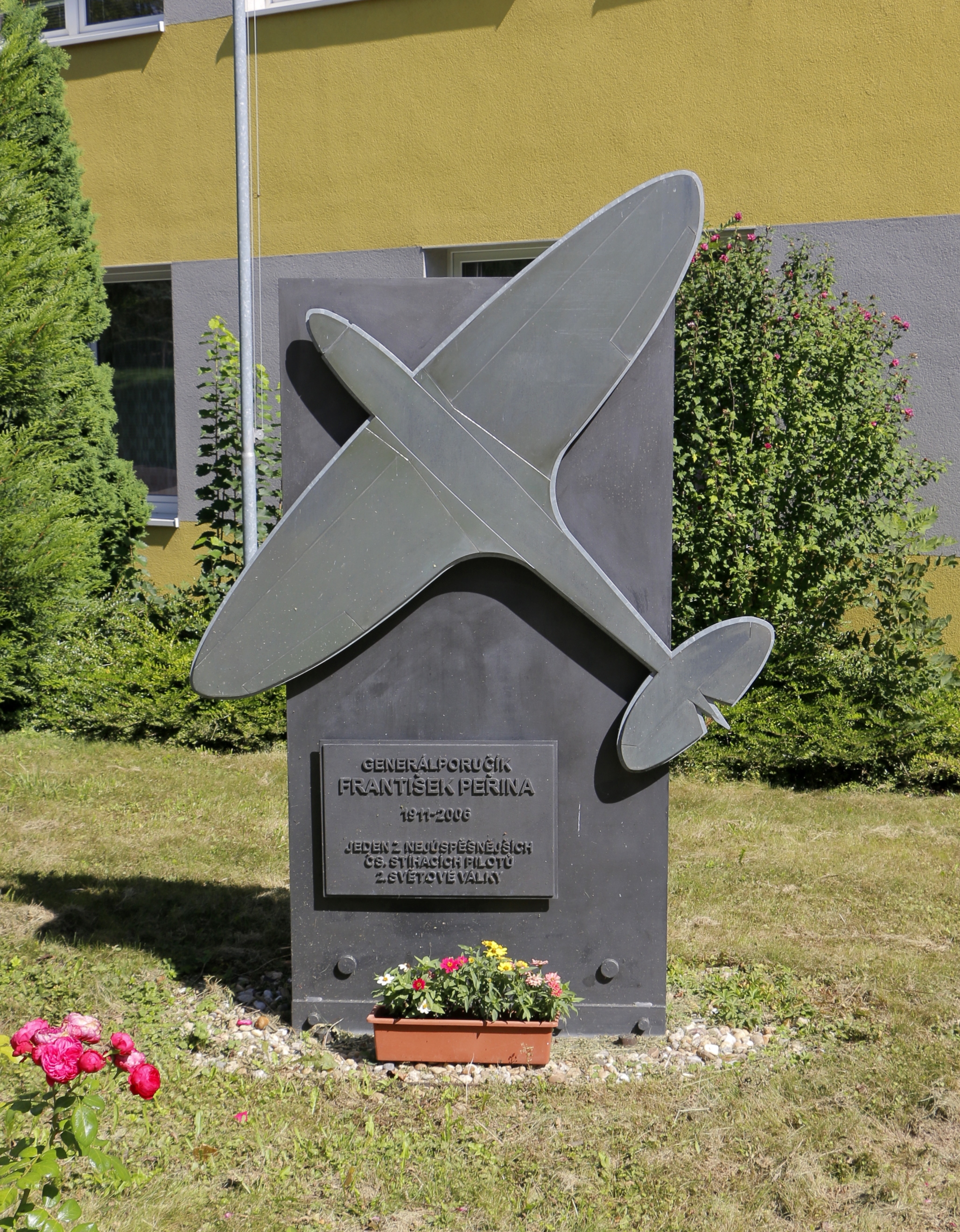
Památník před Základní školou generálporučíka Františka Peřiny, která sídlí v Praze 6 – Řepích (v Socháňově ulici 1139/19). Památník byl odhalen 6. května 2010. Jeho autorem je interiérový a grafický designer Tomáš Havránek (* 1970)
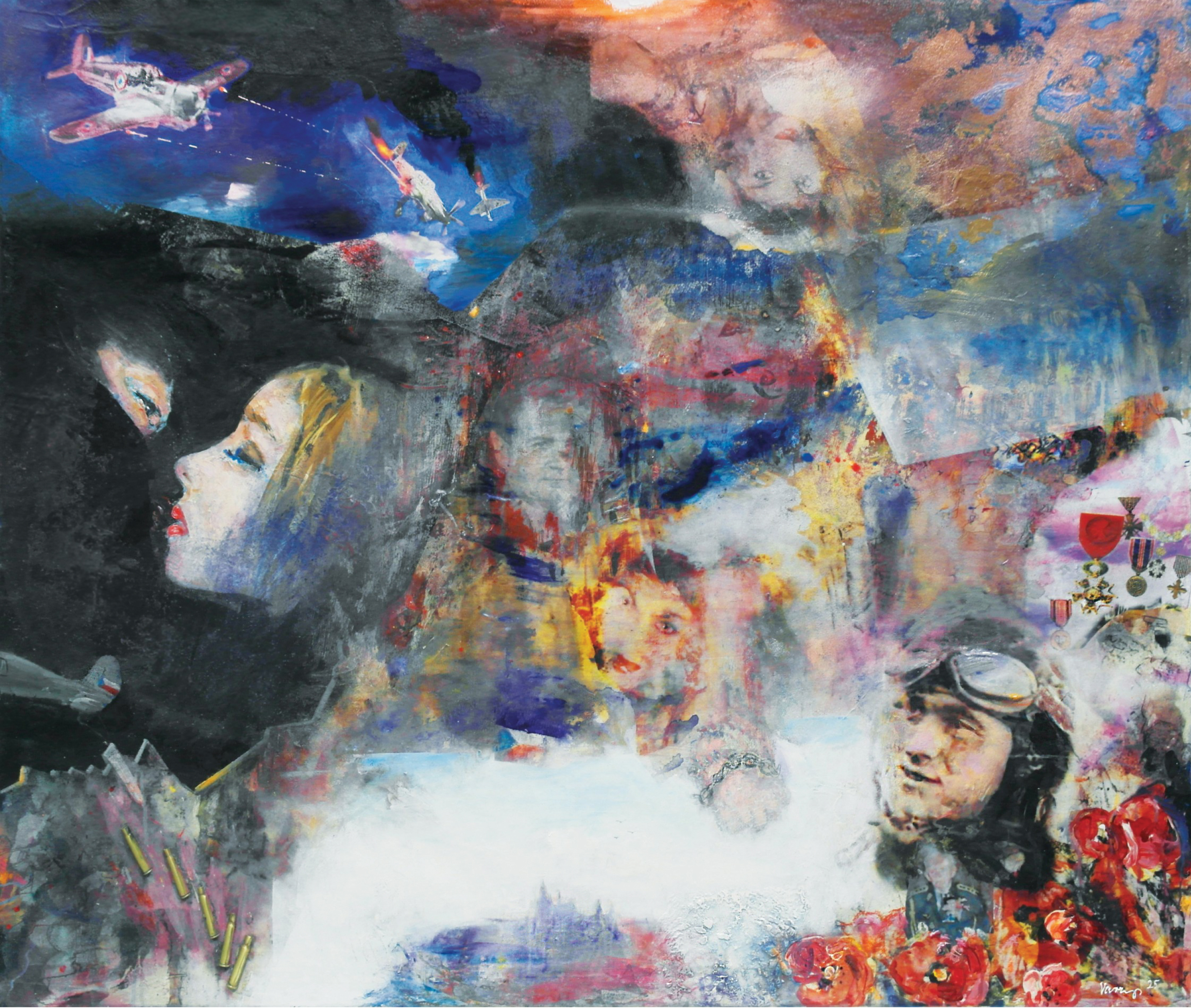
Obraz s názvem „Příběh generálporučíka Františka Peřiny“ (110 x 130 cm) z roku 2025 od akademického malíře Pavla Vavryse